# Extrapolace analýzy domén
Extrapolace analýzy domén (anglicky Extrapolation domain analysis zkráceně EDA) je metoda pro určení geografických oblastí, které se jeví jako vhodné pro přijetí inovačních postupů řízení ekosystémů, na základě lokalit vykazujících podobnost v podmínkách jako je klima, využívání půdy a sociálně-ekonomické ukazatele. I když byla použita pouze na projekty týkajících se výzkumu vody v devíti povodích, koncept je obecný a může být použit na každý projekt, kde je požadována rychlá změna jako hlavní cíl rozvoje. Mnoho výzkumů pro rozvojové programy potřebuje zjistit dopad na místní oblasti a společně přispívají k úspěšnému šíření do dalších oblastí, a to prostřednictvím procesu rozšiřování nebo škálování.
Výsledky této metody byly zatím použity pro kvantifikaci celkového ekonomického dopadu provedených inovací společně s jejím vlivem na vodní zdroje. Výzkum podnítil členy několika projektů Challenge Program for Water and Food prozkoumat potenciální oblasti pro další vývoj (škálování). To je případ právě Quesungualního agrolesnického systému, který se pohybuje směrem k nové oblasti paralelně s oblastí identifikovaných metodou EDA.
EDA je kombinovaný postup, který uplatňuje řadu technik (metod) prostorové analýzy. Poprvé byl zkoumán v roce 2006, kdy byl aplikován na posouzení, jak mohou být podobné analýzy použity pro škálování výsledků výzkumu v rámci sedmi pilotních andských povodí. Metoda dále rozvíjí výzkum okolo Homologue analýzy začleněním sociálně-ekonomických proměnných při hledání obdobných oblastí v tropech. Doposud byla použita pro vyhodnocení dráhy dopadu a globální analýzu dopadu.
Pro odvození EDA jsou použity bayesovské a frekvenční statistické modelové techniky. Byla použita Weight of evidence metodika, která je založena hlavně na konceptu bayesovského pravděpodobnostního uvažování. V podstatě je statistický závěr založen na stanovení pravděpodobnosti, že cílová místa přijmou změny prokázané v pilotních oblastech. Předpoklad je, že souhrn cvičných bodů bude v souhrnu mít společné charakteristiky, které umožní jejich přítomnost na obdobných místech předvídat. Je to založeno na souboru faktorů (použitých k vytvoření důkazní datové vrstvy), které se ukazují být v souladu s úspěšnou implementací v pilotních oblastech, a předpokládá se, že pokud cílové oblasti vykáží sociálně-ekonomické podobnosti společně s klimatickými a krajinnými atributy pilotní oblasti, pak existují pádné důkazy o tom, že škálování těchto oblastí bude úspěšné.
Pro zjištění podobnosti klimatických podmínek napříč geografickou oblastí v těchto pilotních oblastech je použita technika vyvinutá Jonesem (2005) nazvaná Homologue technic pro identifikaci podobných prostředí v celých tropech. Rozlišení pixelů, ve kterém se toto zpracovává, je 2,43 obloukových minut nebo 4,5 km na rovníku.